# Плиогираксы
Плиогираксы (лат. Pliohyrax) — род вымерших очень крупных даманов из семейства плиогирацид (Pliohyracidae). Они были заметно крупнее современных даманов, но были далеко не самыми крупными представителями своего семейства. Окаменелости этого миоцен-плиоценового древесного травоядного были найдены в Афганистане, Франции и Турции. В Испании Pliohyrax graecus входит в число крупных видов млекопитающих, обнаруженных на стоянке Альменара в отложениях времён Мессинского кризиса солёности, вместе с Macaca sp., Bovidae indet., cf. Nyctereutes sp., и Felidae indet.

## Виды
- †Pliohyrax graecus (Gaudry, 1862)[5]
- †Pliohyrax rossignoli (Viret, 1947)[6]
- †Pliohyrax occidentalis (Viret & Thenius, 1952)[5]